# Ewa Tyc-Karpińska
Ewa Tyc-Karpińska (ur. 1941 w Lublinie) – medalierka, projektantka polskich monet.
W 1966 roku ukończyła Państwową Wyższą Szkołę Sztuk Plastycznych w Łodzi.
Od 1981 r. współpracuje z Narodowym Bankiem Polskim. Wykonała ok. 2000 projektów graficznych monet – do produkcji weszło ok. 200 monet – i ok. 100 projektów medali. Jest autorką rewersów wszystkich monet powszechnego obiegu (od 1 grosza do 5 złotych) wprowadzonych w wyniku denominacji złotego w 1995 r., a także dwóch awersów, tj. dwu- i pięciozłotówki. Wykonała pierwszą w Polsce monetę z achromatycznym hologramem 3D, oraz pierwszą na świecie monetę wykorzystującą technikę nanotechnologii, wyprodukowaną przez Mennicę Polską.
W katalogu monet próbnych okresu PRL (1949–1990) jako projektantka jest wymieniana przy 41 numizmatach.
Jej monety są sygnowane charakterystycznym monogramem mającym postać superpozycji liter E i T.
Interesuje się astronomią. Posługując się danymi z obserwatorium kosmicznego Keplera została w 2012 r. współodkrywcą egzoplanety, 3,3 raza większej od Ziemi, która obiega w ciągu 284 dni gwiazdę KIC 10005758.
Jest żoną Kazimierza Karpińskiego.

## Nagrody[1]
- 1994 – srebrna moneta kolekcjonerska „Powstanie Warszawskie” zwyciężyła w konkursie monet w Nowym Jorku i otrzymała tytuł „Najbardziej inspirująca moneta świata"
- 1996 – na XIX Konferencji Dyrektorów Mennic bimetaliczna moneta powszechnego obiegu o nominale 5 złotych otrzymała tytuł: „Najlepsza technicznie moneta obiegowa”
- wybita stemplem lustrzanym w złocie i srebrze z okazji roku 2000 trzyczęściowa moneta o nominale 200 złotych w światowym konkursie monet w stolicy Australii, Canberze, zwyciężyła i otrzymała tytuł: „Najbardziej zaawansowana technicznie złota moneta kolekcjonerska proof”
- 2009 – na międzynarodowym konkursie monet kolekcjonerskich w Petersburgu moneta „Sybiracy” otrzymała I nagrodę za najlepsze walory artystyczne